# آندژی مولارچیک
آندژی مولارچیک (لهستانی: Andrzej Mularczyk؛ زادهٔ ۱۳ ژوئن ۱۹۳۰) نویسنده، فیلم‌نامه‌نویس و روزنامه‌نگار اهل لهستان است.
از فیلم‌ها یا مجموعه‌های تلویزیونی که وی در آن‌ها نقش داشته‌است، می‌توان به دروازه اروپا، خانه، مرد بی‌نهایت آرام، پس‌تصویر و کاتین اشاره نمود.